# 1153년

## 연호
- 남송(南宋) 소흥(紹興) 23년
- 금(金) 천덕(天德) 5년 / 정원(貞元) 원년
- 일본(日本) 닌페이(仁平) 3년
- 서하(西夏) 천성(天盛) 5년
- 리 왕조(李朝) 다이딘(大定) 14년

## 기년
- 남송(南宋) 고종(高宗) 27년
- 금(金) 해릉양왕(海陵煬王) 5년
- 고려(高麗) 의종(毅宗) 7년
- 서하(西夏) 인종(仁宗) 14년
- 리 왕조(李朝) 영종(英宗) 16년

## 사건
- 금나라 수도를 상경회령부(하얼빈)에서 중도대흥부(베이징)으로 천도